# Lardiers
Lardiers település Franciaországban, Alpes-de-Haute-Provence megyében. Lakosainak száma 139 fő (2022. január 1.). Lardiers Banon, Châteauneuf-Miravail, L’Hospitalet, Saint-Étienne-les-Orgues, Saint-Vincent-sur-Jabron, Saumane és Ongles községekkel határos.

## Népesség
A település népességének változása:
| Lakosok száma | 71   | 77   | 99   | 116  | 115  | 112  | 126  | 133  | 132  | 139  |
|               | 1968 | 1982 | 1990 | 2006 | 2013 | 2015 | 2017 | 2019 | 2020 | 2022 |